# James Edward Quibell
James Edward Quibell (* 11. November 1867 in Newport, Shropshire, England; † 5. Juni 1935 in Hertford) war ein britischer Ägyptologe. 
Er erhielt seine Ausbildung am Christ Church College in Oxford. Anschließend war er mit Flinders Petrie an der Grabung in Tell el-Amarna beteiligt, wo er von Petrie wegen Diebstahls verjagt wurde. 1893 grub er in Koptos, Naqada und Hierakonpolis. Er wurde 1899 Mitglied der Altertümerbehörde. 1898 war er Chef-Inspektor der Altertümer im Delta. 1905 war er an der Entdeckung (Ausgrabung Theodore Davis) des Grabes von Juja und Thuja (KV46) im Tal der Könige beteiligt. Im selben Jahr kehrte er nach Sakkara zurück, wo er an der Ausgrabung des Jeremias-Klosters beteiligt war. Dort fand er Blöcke des von Mönchen zerstörten Grabes des Maya. Seit dem 1. Januar 1914 bis 1923 arbeitete er als Kurator am Ägyptischen Museum in Kairo. Von 1923 bis 1925 war er General-Inspekteur der Altertümerbehörde. Nach seiner Pensionierung arbeitete er mit seinem Nachfolger Cecil Mallaby Firth an der Stufenpyramide des Djoser in Sakkara.

## Veröffentlichungen (Auswahl)
- Ballas. Bernard Quaritch, London 1896.
- El Kab. Bernard Quaritch, London 1898.
- Excavations at Saqqara, 1906–1907. Imprimerie de l'Institut français d'archéologie orientale, Kairo 1908.
- Hierakonpolis. Bernard Quaritch, London 1900–1902.
- The Ramesseum. Bernard Quaritch, London 1898.